# 中國博奇
中国博奇环保科技（控股）有限公司，簡稱中國博奇環保科技控股、中國博奇環保科技、中國博奇環保或中國博奇，（英語：China Boqi Environmental Solutions Technology (Holding) Co., Ltd.）（東證除牌時：1412.T）（港交所：2377）），是在2002年於總部北京以北京博奇电力科技有限公司成立，主要經營国内从事烟气脱硫、污水处理、垃圾焚烧发电、污泥处理等业务。屬於中國神華能源股份有限公司旗下的，神華國華電力轄下公司。

## 历史
在2002年於東京證券交易所第1板上市，也是首家在中國國有企業於東京上市。現任董事長及總裁百雲峰。但最後在2012年11月15日起除牌，原因是被CBES HOLDINGS LIMITED進行全面收購。

## 外部連結
- 中国博奇环保科技（控股）有限公司（页面存档备份，存于）